# Bed (låt)
Bed är en låt framförd av J. Holiday. Den utgavs som singel den 19 juni 2007, och återfinns på hans debutalbum Back of My Lac'.
Bed är skriven och producerad av The-Dream och LOS Da Mytro. Låten hamnade på 5:e plats på den amerikanska topplistan Billboard Hot 100 och den hamnade 1:a på Billboards Topp 100 R&B.